# Виноделие в Румынии

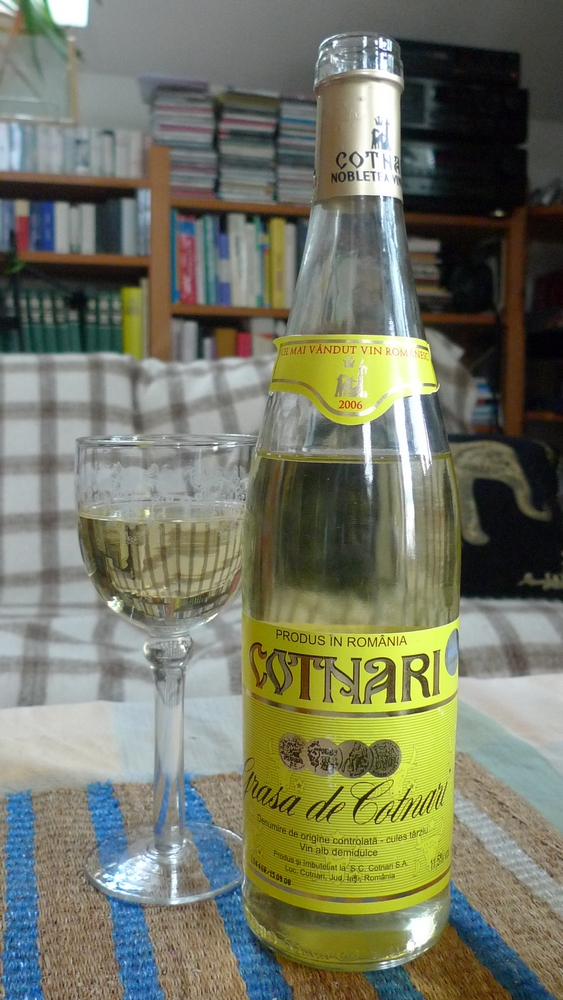
Бутылка вина Граса де Котнари

Румыния является одним из крупнейших в мире производителей вина. Объём производства по состоянию на 2003 год насчитывает около 545,700 тонн вина. В последние годы Румыния привлекает всё больше европейских предпринимателей и поставщиков вина, благодаря доступным ценам, как на ведение виноградарского бизнеса, так и на уже готовое вино. В 2003 году Румыния занимала двенадцатое место в списке крупнейших винодельческих стран мира.
История виноградарства в данном регионе началась примерно 3000 лет назад в районе Дакии (современная территория Румынии). Технологии производства были завезены греками, прибывшими в регион со стороны Чёрного моря. Благодаря жаркому и сухому лету местность оказалась очень благоприятной для разведения виноградников, и данная отрасль получила широкое распространение и процветание. За годы ведения виноградарства вино стало традиционным алкогольным напитком у румын.
В Средние века саксы, иммигрировавшие в румынские земли, привезли с собой новые сорта винограда из Германии. Однако в XIX веке большинство этих виноградных лоз были заменены новыми сортами из Западной Европы.
В 1880 году большинство виноградников Румынии, как впрочем, и всей Европы, были уничтожены филлоксерой, которая попала на материк из Северной Америки. Возрождение виноградников происходило за счёт привезённых из Франции и других европейских стран сортов мерло, шардоне и пино нуар.